# Юї (футбольний клуб)
«Юї» (нід. RFC Huy) — бельгійський футбольний клуб з однойменного міста, заснований 1908 року.

## Історія
Клуб було створено 1908 року і тривалий час він грав у регіональних лігах. У 1926 році він вперше брав участь у національних змаганнях і став виступати у третьому дивізіоні, з якого відразу вилетів, але 1930 року повернувся, а 1932 року вперше вийшов до другого дивізіону. В подальшому команда тривалий час балансувала між другим і третім дивізіоном країни.
У 1952 році в рамках реформ у бельгійському футболі було засновано новий четвертий дивізіон, через що зменшилася кількість клубів у вищих лігах і «Юї», незважаючи на восьме місце у третьому дивізіоні, довелося відправитись у новостворений дивізіон, де команда виступала більше 10 років. У 1965 році клуб просунувся до третього рівня на один сезон, але потім знову повернувся до четвертого дивізіону. 
1968 року, зайнявши останнє місце, клуб вилетів до регіональних ліг. Втім вже у 1973 році команда повернулася в національний четвертий дивізіон, а у 1980-х роках «Юї» навіть двічі вдавалося піднятися до третього рівня, де клуб провів два сезони. Надалі команда виступала виключно у нижчих лігах.

## Досягнення
- Переможець третього дивізіону Бельгії: 1932, 1936, 1949